# Hyalinobatrachium chirripoi
Hyalinobatrachium chirripoi là một loài ếch trong họ Centrolenidae.
Nó được tìm thấy ở Colombia, Costa Rica, và Panama.
Các môi trường sống tự nhiên của chúng là các khu rừng ẩm ướt đất thấp nhiệt đới hoặc cận nhiệt đới, sông, và vùng đồng cỏ.
Nó ngày càng hiếm gặp do mất môi trường sống.